# Resident Evil (Film)
Resident Evil ist ein Science-Fiction-Action-Horrorfilm aus dem Jahr 2002 von Paul W. S. Anderson mit Milla Jovovich in der Hauptrolle.
Es ist der erste Teil der Resident-Evil-Realfilmreihe, die lose auf der gleichnamigen Videospielreihe basiert und fünf Fortsetzungen hervorbrachte: Resident Evil: Apocalypse (2004), Resident Evil: Extinction (2007), Resident Evil: Afterlife (2010), Resident Evil: Retribution (2012) und Resident Evil: The Final Chapter (2016).

## Handlung
Anfang des 21. Jahrhunderts ist die Umbrella Corporation das größte Industrieunternehmen der Vereinigten Staaten. Der mächtige Konzern hat großen finanziellen und politischen Einfluss in der Gesellschaft und gilt in der Öffentlichkeit als führender Anbieter von Computertechnik, Biotechnologie und Arzneimitteln. Unbemerkt von der Öffentlichkeit erzielt das Unternehmen jedoch seine enormen Gewinne in den Bereichen Rüstungstechnologie, biologische Waffen und Genmanipulation.
In einem geheimen Forschungslabor, genannt Hive (englisch wörtlich: Bienenstock), arbeiten rund 500 Mitarbeiter abgeschottet unter der Erde. Dort entwickelten sie das sogenannte T-Virus, welches in der Lage ist, tote Zellen wiederzubeleben. Ein Unbekannter stiehlt Proben vom T-Virus und von dessen Gegenmittel. Um anschließend alle Spuren zu verwischen, setzt er das Virus im Labor frei. Dieses gelangt über das Belüftungssystem in den gesamten Laborkomplex. Der mit künstlicher Intelligenz ausgestattete Zentralcomputer, genannt Red Queen, bemerkt diesen Zwischenfall wenig später, verschließt daraufhin alle Türen und tötet alle Menschen innerhalb des Komplexes durch Flutung der Räume mit einströmendem Halon-Gas, um zu verhindern, dass Menschen und somit das T-Virus aus dem Komplex entweichen können.
In einer Villa in der Nähe der Stadt Raccoon City erwacht eine junge Frau – Alice – aus einer Bewusstlosigkeit und kann sich vorerst an nichts mehr erinnern. Ein Mann – Matt Addison – taucht auf, kurz darauf stürmt ein bewaffnetes Team die Villa und nimmt beide durch einen versteckten Zugang zu einem unterirdischen Zug mit. Dort finden sie den ebenfalls bewusstlosen Spence, der anscheinend der Ehemann von Alice ist. Als auch dieser zu sich kommt, erfahren sie, dass die Villa der getarnte Noteingang zum Hive ist, Alice und Spence als Sicherheitskräfte der Umbrella Corporation den Eingang beschützen sollten und ihre Ehe lediglich Tarnung ist. Ihr Gedächtnisverlust ist die Auswirkung eines Nervengases, welches durch Aktivierung des Sicherheitssystems der Red Queen versprüht wurde. Der Zug unterhalb der Villa führt zum Hive, der direkt unterhalb der Stadt Raccoon City liegt. Das Team hat die Aufgabe, den anscheinend außer Kontrolle geratenen Zentralcomputer Red Queen abzuschalten.
Es gelingt ihnen, den Zentralcomputer durch einen elektromagnetischen Impuls abzuschalten, zuvor werden jedoch vier Personen durch dessen Abwehrmechanismus getötet. Durch das Abschalten werden allerdings auch alle Türen entriegelt, womit die getöteten Mitarbeiter, welche inzwischen zu Zombies mutiert sind, freigelassen werden. Diese jagen nun die lebenden Menschen, um sie zu fressen. Zusätzlich drängt die Zeit, da sich die Zugangsschleuse der Villa zum Hive in rund einer Stunde automatisch verriegeln wird und sich danach nicht mehr öffnen lässt.
Um einen Fluchtweg an die Oberfläche zu finden, müssen sie die Red Queen befragen und deshalb wieder aktivieren. Unter Androhung ihrer endgültigen Abschaltung gelingt es ihnen, Informationen über einen Fluchtweg durch Versorgungsschächte zu erhalten. Nachdem sie wieder im Labor angekommen sind, erlangt Alice langsam ihr Gedächtnis zurück, und sie erinnert sich, dass es ein Gegenmittel zum T-Virus gibt und wo es gelagert wurde. Das Gegenmittel ist jedoch nicht mehr da. Wie sich bald herausstellt, ist Spence dafür verantwortlich: Er ist der Unbekannte, der auch das T-Virus stehlen wollte.
Matt und dessen im Hive arbeitende Schwester Lisa Addison hatten versucht, die Öffentlichkeit über die illegalen Arbeiten im Hive aufzuklären. Dafür sollte Lisa eine Probe des T-Virus herausschmuggeln, wobei sie von Alice unterstützt wurde, die sie mit geheimen Zugangscodes versorgte. Spence hatte jedoch Lisa und Alice belauscht und wusste so von deren Plan. Er kam ihnen zuvor, indem er Virus und Gegenmittel raubte, es zu Geld zu machen wollte und zur Vertuschung seiner Tat eine Probe des Virus im Labor freisetzte. Da er nicht wusste, dass sich das Sicherheitssystem der Red Queen auch auf den Bereich außerhalb des Hive erstreckte, wurde er jedoch ebenfalls durch das Nervengas bewusstlos, ehe er verschwinden konnte.
Das T-Virus und das Gegenmittel hat er an Bord des Zuges versteckt, der auch das Team in den Hive brachte. Da Spence nun aufgeflogen ist, flüchtet er zurück zum Zug, wird dort aber von einem Wesen getötet, das Licker genannt wird und von den Umbrella-Forschern durch direkte Injektion des T-Virus in lebendes Gewebe geschaffen wurde. Im Gegensatz zu den Untoten, die lediglich ihrem Grundtrieb zu fressen nachgehen, verfügt der Licker über Intelligenz und kann sich zudem weiterentwickeln, nachdem er fremde DNA aufgenommen hat.
Alice und den anderen gelingt es, das T-Virus und das Gegenmittel sicherzustellen und den Zug zu besteigen, doch durch einen Angriff des Lickers werden alle bis auf Alice und Matt getötet. Rain, die Stunden vorher durch mehrere Zombies mit dem Virus infiziert worden ist, kehrt nun selbst – trotz injiziertem Gegenmittel – als Untote zurück und wird von Matt erschossen. Als sie in die Villa zurückkehren, beginnt Matt aufgrund einer Verwundung, die ihm der Licker zugefügt hat, zu mutieren. Bevor Alice ihm das Gegenmittel spritzen kann, werden sie von Umbrella-Forschern getrennt und unter Quarantäne gestellt. Matt beginnt sich zu verwandeln und einer der Forscher erklärt, dass man ihn daher für das „Nemesis-Programm“ haben möchte. Zudem soll ein Team zusammengestellt werden, um den Hive wieder zu öffnen, da man wissen möchte, was genau dort unten vorgefallen ist.
Einige Zeit später wacht Alice plötzlich im Krankenhaus von Raccoon City auf. Sie ist allein in einem großen Raum und mit Kabeln an medizinische Apparaturen angeschlossen. Sie reißt die Kabel ab, verlässt die menschenleere Klinik und steht in der letzten Einstellung in der völlig verwüsteten Stadt. Das T-Virus ist offenbar an die Oberfläche gelangt und hat sich ausgebreitet. Alice bereitet sich auf den Kampf ums Überleben vor.

## Filmmusik
Der offizielle Soundtrack zum Film wurde von Marco Beltrami komponiert. Des Weiteren gibt es noch eine Various Artists Tracklist, mit Songs verschiedener Bands, die im Film in einigen Action-Szenen zu hören sind.

### Tracks des original Scores von Marco Beltrami
1. Prologue & Main Title
2. Alice Awakens
3. Special Squad Enters The Mansion
4. The Train
5. Underground Station
6. Revealing The Hive
7. Secret Lab Discovery
8. The Corridor / Hacking In
9. Defense Mechanism
10. Red Queen Hologram
11. Undead Shootout
12. Licker is Loose
13. Mutant Dogs
14. Alice Kicks Ass
15. Sister Lisa Attacks
16. Lisa Recall
17. Matt And Alice Talk
18. Closing The Door
19. Alice’s Reboot Plan
20. Attacked In The Tunnels
21. Spencer The Saboteur
22. Licker On The Train
23. Matt Taken Away - Marco Beltrami
24. Raccoon City Hospital
25. Theme From Resident Evil

### Tracks der Various Artists
1. Front Line Assembly – Existence
2. Nine Inch Nails – Fist Fuck
3. Spineshank – Cyanide 2600
4. Apollo 440 – Wall of Death
5. Front Line Assembly – Torched
6. Slipknot – My Plague (New Abuse Mix)
7. Coal Chamber – Something Told Me
8. Fear Factory – Invisible Wounds (Dark Bodies)
9. Junkie XL – Supplementary Soundscapes

## Hintergrund
- Im englischen Originalton fällt der Begriff Zombie nicht, er wird allerdings in der deutschen Synchronisation genannt.
- Im englischen Originalton wird die Stimme des Erzählers von Jason Isaacs gesprochen.
- Die ursprüngliche Fassung des Drehbuchs enthielt ein anderes Ende, das man dann jedoch aus Kostengründen verwarf: Es sah vor, dass Alice ins Umbrella-Hauptquartier eindringt und Matt befreit (ein Teil dieser Szene wurde bereits gedreht und ist als Bonusmaterial auf DVD enthalten). Schließlich fahren Alice und Matt circa sechs Monate nach Matts Befreiung in einem gepanzerten Fahrzeug auf das zerstörte New York City zu, um nach Überlebenden zu suchen.
- Anderson übernahm das Konzept aus dem Spiel, die Umbrella-Mitarbeiter nach Farben zu benennen. In der Reihenfolge des Abspanns sind das: Mr. Grey, Mr. Red, Ms. Black, Dr. Green, Dr. Blue, Dr. Brown, Mr. White, Ms. Gold.
- Alice im Wunderland und Alice hinter den Spiegeln von Lewis Carroll zählt Regisseur Anderson zu seinen Lieblingsbüchern, zudem sah er laut eigener Aussage strukturelle Ähnlichkeiten zwischen Resident Evil und den Geschichten von Carroll, da sich bei beiden eine Heldin auf eine wundersame Reise in den Untergrund begibt und dort auf merkwürdige und unheimliche Dinge treffe. Zahlreiche Anspielungen im Film und der Name Alice der Protagonistin waren von Anderson beabsichtigte Referenzen an Carrolls Geschichten. So auch der Name einer wichtigen Figur (Red Queen, in der deutschen Version von Lewis Carroll Rote Königin genannt), das Schachbrettmuster, ein weißes Kaninchen (hier zum Testen des T-Virus verwendet), die Figur Kaplan, die sich wie Carrolls weißes Kaninchen (im Original: White Rabbit) stets um die Zeit sorgt, sowie der hinter einem Spiegel versteckte Eingang in die Unterwelt.
- Obwohl der Film eine eigenständige Handlung hat und die Protagonistin Alice in den Videospiel-Vorlagen nicht auftaucht, weist der Film eine Vielzahl von Parallelen zu den Spielen auf. Transportmittel wie Züge sind ein wiederkehrendes Stilmittel in den Resident-Evil-Spielen. Auch diese werden in der Regel zum Schauplatz von Angriffen und Kampfhandlungen. Die chronische Knappheit der Munition spielen in Film und Spiel ebenfalls eine ausschlaggebende Rolle.
- Der Abwehrmechanismus der Red Queen ist Bestandteil eines Levels des drei Jahre später erschienenen Spiels Resident Evil 4. Auch hier gilt es einem Laser auszuweichen.
- Der Filmtitel sollte ursprünglich Resident Evil: Ground Zero lauten. Nach den Terroranschlägen vom 11. September 2001 und der Verbindung des Begriffs Ground Zero damit entschied man sich gegen die Bezeichnung im Filmtitel.
- Die Produktionskosten betrugen 33 Millionen US-Dollar. Der Film spielte in den Kinos weltweit rund 102 Millionen US-Dollar ein, davon rund 40 Millionen US-Dollar in den USA und rund 5 Millionen US-Dollar in Deutschland.[3][4]
- Kinostart in den USA war am 15. März 2002, in Deutschland am 21. März 2002.

### Entstehung

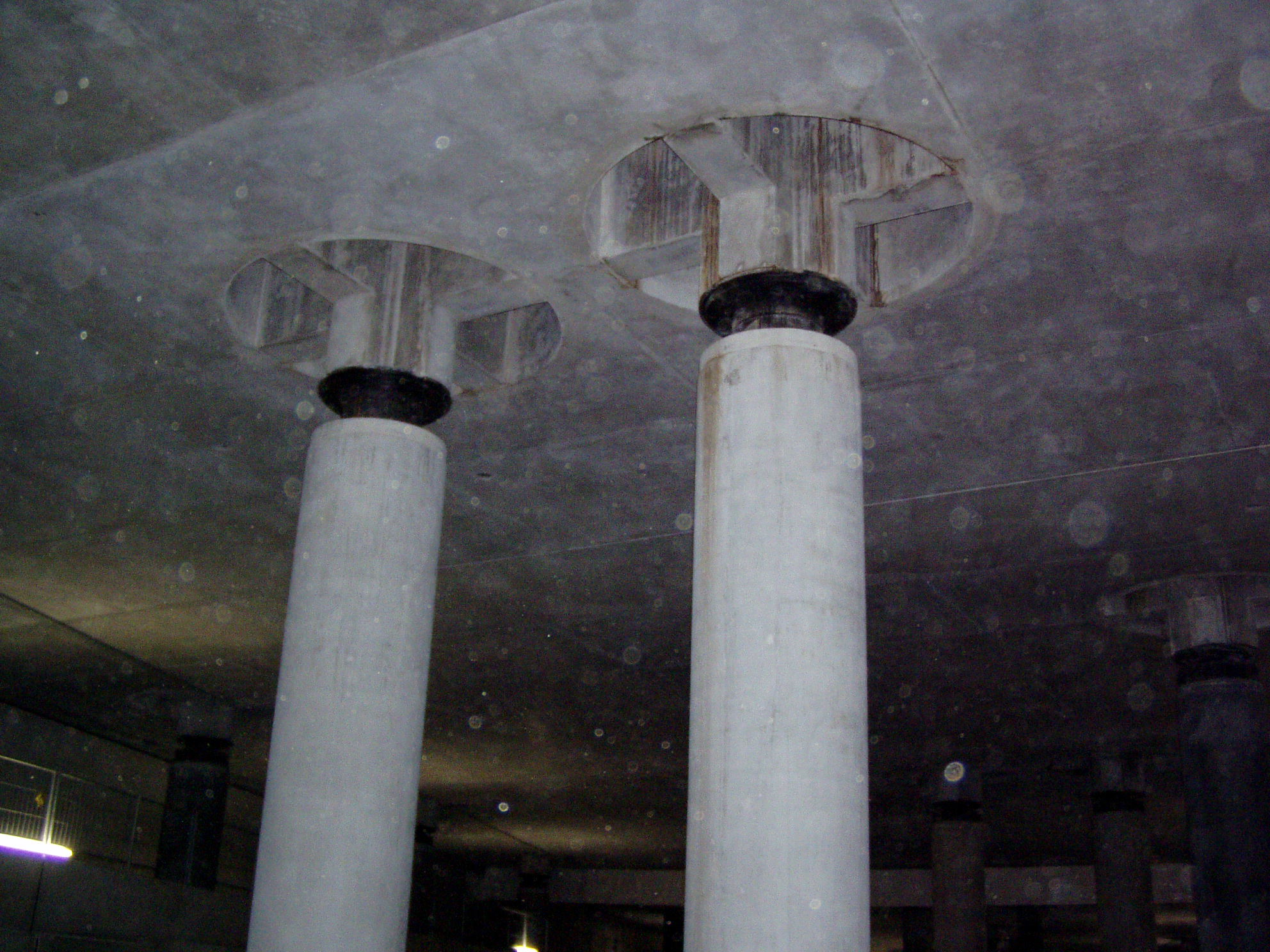
Säulen im U-Bahnhof Bundestag (2004)

Bernd Eichinger erwarb für Constantin Film 1997 die Filmrechte an Resident Evil von Spielentwickler Capcom. George A. Romero sollte Regie führen und das Drehbuch schreiben. Sein Drehbuchentwurf – der die Handlung enger an den Spielen orientierte – wurde allerdings abgelehnt. Romero behauptete, lediglich Bernd Eichinger sei gegen sein Drehbuch gewesen, worauf er sich 1999 aufgrund „kreativer Differenzen“ vom Projekt getrennt habe. Der an der Filmproduktion als geschäftsführender Produzent beteiligte Videospiel-Entwickler Yoshiki Okamoto stellte jedoch in einem Interview gegenüber dem Magazin Electronic Gaming Monthly klar, dass Romeros Drehbuch einfach schlecht gewesen und er deswegen gefeuert worden sei. Das Drehbuch wurde später im Internet veröffentlicht.
Die Dreharbeiten begannen am 5. März 2001 und endeten am 19. Mai 2001. Der Film wurde hauptsächlich in Berlin gedreht; Aufnahmen entstanden im Studio Berlin Adlershof sowie an einigen Originalschauplätzen in der Umgebung. Der damals noch unfertige U-Bahnhof Bundestag (ehemaliger Planungsname: Reichstag) der Berliner U-Bahn-Linie U5 diente als Kulisse für den Zugang zum Laborkomplex (Hive); die markanten Säulen des U-Bahnhofs sind im Film deutlich zu erkennen. In Potsdam wurde das Schloss Lindstedt für Szenen der Villa verwendet, daneben diente auch die Potsdamer Kaserne der Heeres-Reitschule in Krampnitz als Kulisse. Die letzte Szene am Ende des Films – die das verwüstete Raccoon City zeigt – wurde im kanadischen Toronto gedreht.

## Kritiken
- Andreas Borcholte schrieb auf Spiegel Online: An der Verfilmung eines erfolgreichen Computerspiels ist schon so mancher gescheitert. Mit der in Deutschland produzierten Kinoversion des Zombie-Shooters „Resident Evil“ gelang jedoch ein spannender Horror-Thriller, der dem Genre sogar neue Impulse gibt.[6]

- Hans Schifferle schrieb in Süddeutsche Zeitung: Beinahe alle Männer, ob gut oder schlecht, tapfer oder feige, erweisen sich in „Resident Evil“ als recht schwach und blass. Die Frauen sind die Heldinnen. Bei dem pragmatischen und toughen Kampfgirl Rain, die von Michelle Rodriguez gespielt wird, übertreibt es Anderson ein wenig. Rains allzu coole Sprüche wirken manchmal aufgesetzt und penetrant. Alice jedoch, verkörpert von Milla Jovovich, zieht in Bann. […] Jovovich spielt die Alice ganz vorzüglich: als schillernden noir-Charakter, der auf durchdringende und auch glamouröse Weise versehrt und verloren erscheint. […] Milla Jovovich sagt, sie habe sich ein Zitat aus „Alice im Wunderland“ in ihr Script geschrieben, das ihren Charakter genau umreißen würde. Sie könne nicht zurückkehren an die Erdoberfläche, heißt es darin, solange sie nicht wüsste, wer sie sei.[7]

- Sebastian Handke schrieb in Die Tageszeitung: Das vom Spiel übernommene Muster des „Survival Horror“ hat keine Tagseite, keinen Verlauf und natürlich auch kein Ende – nur Levels, in denen das Überleben zählt. Anderson ist eher Designer als Regisseur, und die kühlen und klaustrophoben Oberflächeneffekte verraten das Geld und die Mühe, die darin verbrannt wurden. Es bleiben wenige Höhepunkte (sehr fein: gehäutete Dobermänner). Nervenkitzel erzeugt allein das nicht eben sublime Sounddesign. „Resident Evil“ ist die erste nicht misslungene Adaption der Game-Logik. „Alien“ konnte das aber besser, und da gab’s die Spiele erst hinterher.[8]

- Lexikon des internationalen Films: Auf Spannung getrimmte Verfilmung eines populären Videospiels, die zwar in Ausstattung und Effekten durchaus überzeugt, aber abgesehen von äußerer Aktion und Schießereien kaum etwas zu bieten hat. Besonders die Charaktere bleiben durchweg blass.[9]

## Auszeichnungen
- Der Film wurde für den Science-Fiction- und Fantasy-Preis Saturn Award 2003 als Bester Horror-Film nominiert, ebenso Milla Jovovich in der Kategorie Beste Schauspielerin.
- Filmeditor Alexander Berner wurde für den Deutschen Kamerapreis 2003 nominiert.

## Roman zum Film
- Keith R. A. DeCandido: Resident Evil. Genesis. Panini Verlag, Stuttgart 2004, ISBN 3-8332-1130-X.